# Fabian Eliasson
Set Adolf Fabian Eliasson, född 14 maj 1909 i Jönköping, död 8 december 1981 i Linköping, var en svensk konstnär. Begravd i Linghem.
Han var son till skräddaren Karl August Eliasson och Edla Gustava Eliasson samt gift med Anna-Lisa Pettersson.
Efter avslutad skolgång i Linköping var han från 1934 anställd som annonstecknare i Stockholm. Han studerade konst och måleri för Leoo Verde 1938–1939 samt för Eric Alsmark och Gustav Rudberg 1944. Med kryssaren HMS Fylgia besökte han Nord- och Sydamerika 1926–1927 och företog senare under 1930-talet studieresor till Norge, Frankrike och Spanien. Han debuterade i en utställning i Karlskrona 1941 och han medverkade i utställningen Karlskrona genom konstnärsögon på Blekinge museum 1943, Fri Konsts utställning i Karlskrona 1944 och med Östgöta konstförening jubileumsutställning i Linköping 1946 samt i föreningen industrimotivs utställning i Eskilstuna 1950. Han kan räknas som naivist i Olle Olsson Hagalunds stil, men har på senare år tagit upp arbetare- och industrimotiv i en stil, som erinrar om Albin Amelin och Carl Alexanderson. Under 1950-talet målade han både exteriörer och verkstadsinteriörer från AB Svenska Järnvägsverkstäderna i Linköping som visar arbetet på verkstaden.